# Rostrevor
Rostrevor is een plaats in het Noord-Ierse County Down.
Rostrevor telt 2433 inwoners. Van de bevolking is 6,1% protestant en 92,5% katholiek.